# Sainte-Colombe (Manche)
Sainte-Colombe és un municipi francès situat al departament de la Manche i a la regió de Normandia. L'any 2007 tenia 179 habitants.

## Demografia

### Població
El 2007 la població de fet de Sainte-Colombe era de 179 persones. Hi havia 62 famílies de les quals 7 eren unipersonals (7 homes vivint sols), 24 parelles sense fills i 31 parelles amb fills.
La població ha evolucionat segons el següent gràfic:
Habitants censats

### Habitatges
El 2007 hi havia 80 habitatges, 64 eren l'habitatge principal de la família, 11 eren segones residències i 5 estaven desocupats. 79 eren cases i 1 era un apartament. Dels 64 habitatges principals, 53 estaven ocupats pels seus propietaris, 10 estaven llogats i ocupats pels llogaters i 1 estava cedit a títol gratuït; 3 tenien dues cambres, 6 en tenien tres, 18 en tenien quatre i 37 en tenien cinc o més. 39 habitatges disposaven pel capbaix d'una plaça de pàrquing. A 21 habitatges hi havia un automòbil i a 39 n'hi havia dos o més.

### Piràmide de població
La piràmide de població per edats i sexe el 2009 era:
| Homes | Edats   | Dones |
| ----- | ------- | ----- |
| 0     | 95 o +  | 0     |
| 0     | 90 a 94 | 0     |
| 0     | 85 a 89 | 0     |
| 0     | 80 a 84 | 0     |
| 4     | 75 a 79 | 8     |
| 4     | 70 a 74 | 4     |
| 4     | 65 a 69 | 0     |
| 4     | 60 a 64 | 4     |
| 0     | 55 a 59 | 0     |
| 4     | 50 a 54 | 4     |
| 8     | 45 a 49 | 0     |
| 8     | 40 a 44 | 4     |
| 8     | 35 a 39 | 12    |
| 8     | 30 a 34 | 8     |
| 8     | 25 a 29 | 4     |
| 0     | 20 a 24 | 4     |
| 4     | 15 a 19 | 4     |
| 0     | 10 a 14 | 8     |
| 20    | 5 a 9   | 12    |
| 4     | 0 a 4   | 0     |

## Economia
El 2007 la població en edat de treballar era de 118 persones, 91 eren actives i 27 eren inactives. De les 91 persones actives 86 estaven ocupades (46 homes i 40 dones) i 4 estaven aturades (3 homes i 1 dona). De les 27 persones inactives 9 estaven jubilades, 6 estaven estudiant i 12 estaven classificades com a «altres inactius».

### Ingressos
El 2009 a Sainte-Colombe hi havia 75 unitats fiscals que integraven 209 persones, la mediana anual d'ingressos fiscals per persona era de 13.378 €.

### Activitats econòmiques
Dels 7 establiments que hi havia el 2007, 5 eren d'empreses de construcció, 1 d'una empresa de comerç i reparació d'automòbils i 1 d'una empresa classificada com a «altres activitats de serveis».
Dels 3 establiments de servei als particulars que hi havia el 2009, 1 era un paleta, 1 fusteria i 1 electricista.
L'any 2000 a Sainte-Colombe hi havia 14 explotacions agrícoles que ocupaven un total de 371 hectàrees.

## Poblacions més properes
El següent diagrama mostra les poblacions més properes.